# Revolució comunista xinesa
La Revolució comunista xinesa o Revolució de 1949 va ser la culminació dels objectius del Partit Comunista Xinès d'arribar al poder per primera vegada des de la seva fundació d'any 1921 i la victòria de la segona part de la Guerra civil xinesa. En els mitjans de comunicació oficials, aquest període és conegut com la Guerra de l'alliberament (en xinès simplificat: 解放战争; xinès tradicional: 解放戰爭; pinyin: Jiěfàng Zhànzhēng).

## Antecedents

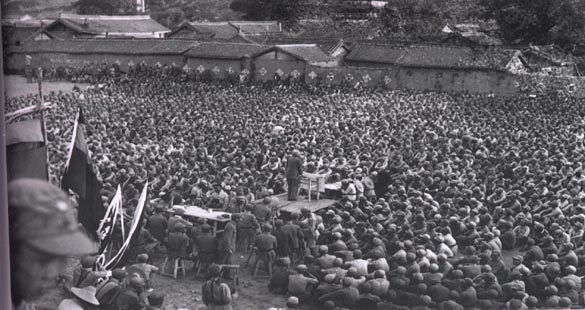
Supervivents de la Llarga Marxa

Abans de la segona guerra sinojaponera de 1937, el Kuomintang o Partit Nacionalista Xinès (KMT) i el Partit Comunista Xinès (PCX) es van unir en un front comú contra el Japó, després de forçar el líder del KMT, Chiang Kai-shek, a acabar amb el conflicte amb el PCX. Un cop Estats Units entra en guerra després de l'atac japonès a Peal Harbor, a els 2 bàndols van mantenir l'aliança, tot i haver-hi enfrontaments ocasionals. Durant l'any 1945, els tropes de Stalin van envair Manxúria un cop declarada la guerra contra l'imperi japonès. Després de la rendició japonesa a l'agost, els americans van intentar crear un govern de coalició a la Xina, però la guerra entre ambdues faccions va esclatar de seguida.

## La Guerra Civil (1946–1949)
Els nacionalistes tenien un avantatge important tant en nombre de tropes, com en armes, controlava un territori molt més gran amb més població, i va comptar amb el suport de molts altres països del món. Els comunistes estaven ben establerts al nord i nord-oest. Durant la guerra, els comunistes, havien construït xarxes de governs locals i establert líders a les diferents ciutats. Per contra, les tropes nacionalistes més capacitades s'havien perdut en les primeres batalles contra l'exèrcit japonès, mentre que els comunistes havien patit pèrdues menys greus. La Unió Soviètica, encara que desconfiant, va proveir als comunistes, mentre que els Estats Units als nacionalistes amb centenars de milions de dòlars en subministrament militar, així com el transport aeri de tropes nacionalistes des del centre de la Xina a Manxúria, una àrea de molta importància estratègica per Chiang Kai-shek. Kai-shek decidit a enfrontar-se contra l'EPL a Manxúria. La força numèrica comunista inicial era d'1,27 milions de combatents, incrementant a 2,68 milions l'any 1945. Per altra banda, les tropes nacionalistes el juliol de 1946 eren 4,3 milions, dels quals 2,2 milions estaven ben entrenats i preparats per a combatre a camp obert, mentre que la resta estaven mal entrenats i equipats. La pèrdua de la batalla de Liaoshen va ser el punt d'inflexió militar. Mao, llavors, posar en marxa la reforma agrària i el repartiment de les terres entre els més pobres, que va incrementar el suport entre els xinesos.
El govern nacionalista també va tractar d'obtenir suport popular a través de reformes internes i eliminant els dissens. L'esforç va fracassar a causa de la corrupció i el caos polític i econòmic. La repressió política va alienar les elits liberals i urbanes que eren escèptiques sobre el comunisme, però aprofundir més en el recel cap als nacionalistes. A més a més, una hiperinflació del voltant dun 14% diàri, va destruir la classe mitjana que havia estat el principal suport del govern. A finals de 1948, el recolzament nacionalista era baix. El gener de 1949, Pequín, llavors conegut com a Beiping, es va lliurar a l'EPL sense lluitar. Entre l'abril i el novembre, les principals ciutats xineses van caure a mans comunistes amb mínima resistència.

## Baixes
Les baixes aproximades pujaven a 8,07 milions de persones durant els combats entre ambdues formacions. El nombre inclou morts, ferits, presoners i desertors.
Al segle xxi, però, el nombre s'ha augmentat, a 10,65 milions de persones, després d'arribar al consens de considerar des del 1945, l'esclat de la guerra, fins al 1950, amb els enfrontaments contra bandits.

## Resultat
L'1 d'octubre de 1949, Mao Zedong va proclamar la fundació de la República Popular de la Xina. Chiang Kai-shek juntament amb 600.000 tropes nacionalistes, i prop de dos milions de refugiats simpatitzants es va retirar a l'illa de Taiwan. Després d'això, la resistència als comunistes en el continent va ser substancial, però dispersa, com per exemple els enfrontaments a l'extrem sud. Un intent, frustrat, de prendre l'illa de Kinmen controlada pels nacionalistes va ser rebutjat a la batalla de Kuningtou.
El desembre de 1949 Kai-shek va proclamar a Taipei, la capital provisional de Taiwan, la República de la Xina, i va continuar afirmant el seu govern era l'única autoritat legítima de tota la Xina. Per altra banda, el govern de la RPC va seguir demanant la unificació de tota Xina.
L'última batalla directa entre les forces nacionalistes i comunistes va acabar amb la captura comunista de l'illa de Hainan, al maig de 1950, tot i que els bombardejos i les incursions guerrilleres van continuar durant diversos anys. Al juny de 1950, l'esclat de la Guerra de Corea va portar al govern nord-americà a desplaçar la Setena flota dels Estats Units a l'estret de Taiwan per evitar que qualsevol dels bàndols s'ataqués i començant, així la presència militar nord-americana a l'Estret.